# دانية (إسبانيا)

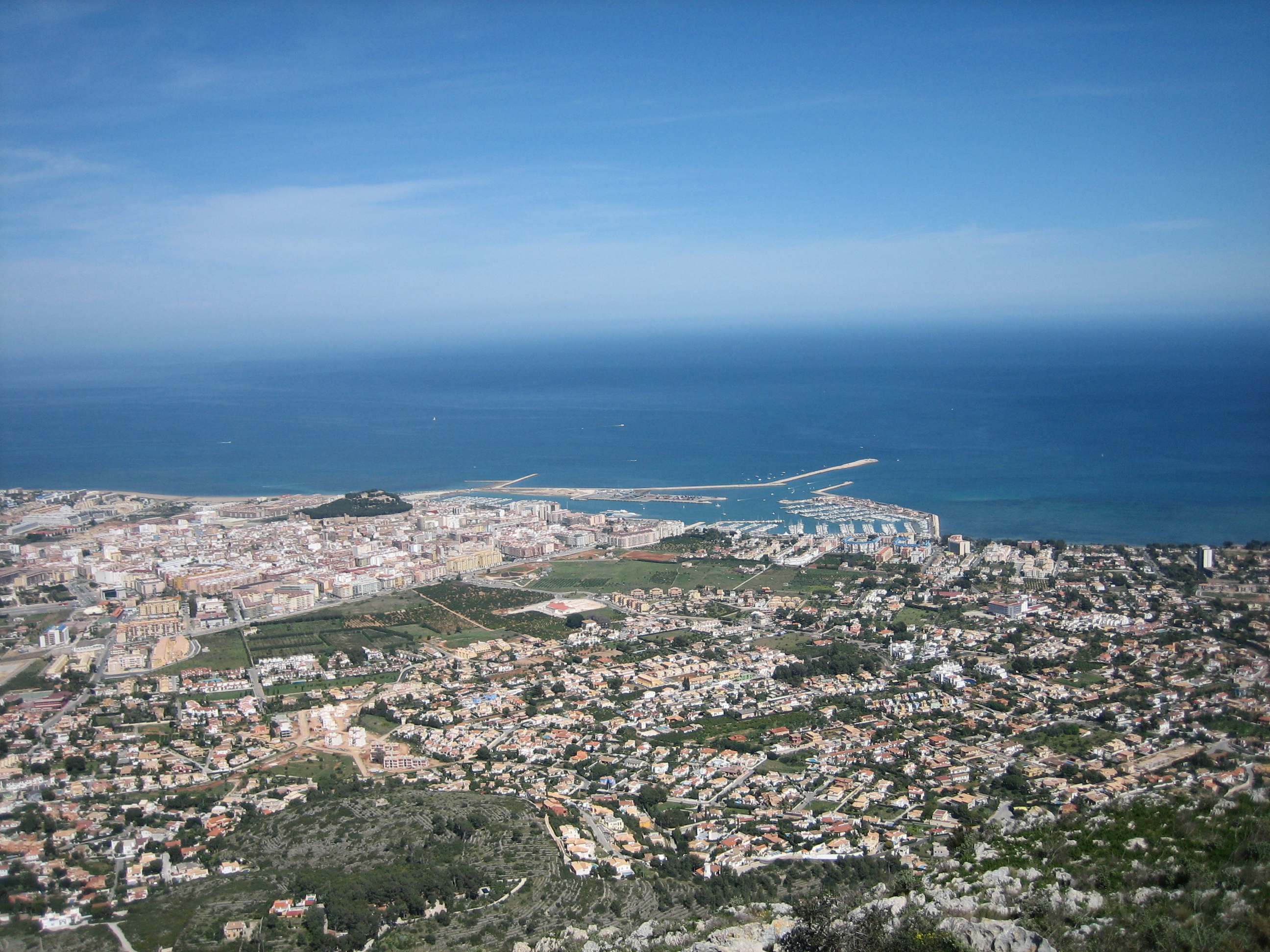

دانية (بالإسبانية: Dénia) هي بلدية تقع في مقاطعة لقنت. جنوب شرق إسبانيا. يبلغ عدد سكانها 41.591 نسمة.
ذكرها التلمساني أحمد بن محمد المقري في كتابه نفح الطيب. وتقع دانية على ساحل البحر المتوسط وتعد قاعدة من قواعد شرق الأندلس وتبعد عن بلنسية 16 فرسخا،
وتعتبر ميناءاً رئيسيا من موانئ شرق الأندلس وتكثر حركة السفن فيها . كما تصنع فيها الأساطيل وتخرج منها أساطيل الغزو وكانت السفن تبحر إلى أقصى المشرق،
فتحت دانية على يد المسلمين 94 هجري/712م على يد عبد العزيز بن موسى بن نصير في عهد أبيه .
واحتلت دانية مكانة مهمة في زمن ملوك الطوائف فقد انتزى فيها مجاهد العامري (أبو الجيش) وجعلها قاعدة لمملكته التي ضمت جزر البليار سنة 1022م وحكمها مدة 30 عاما . وخلفه ابنه على (إقبال الدولة) الذي تزوج من ابنة المقتدر أبو جعفر أحمد بن سليمان بن هود صاحب سرقسطة . فما لبثت أن ساءت العلاقات بينهما . فما كان من المقتدر إلا أن سار بقواته وحاصرها واستسلمت له سنة 1076م،
وظلت تابعة لبني هود إلى أن سيطر عليها المرابطون 1091م/482.ثم آلت إلى الموحدين . وسقطت في يد النصارى حيث اسولى عليها ملك آرغون خايمي الأول سنة 1244م/642 هجري .

## المناخ
يظهر الجدول التالي التغييرات المناخية على مدار السنة لدانية:
| البيانات المناخية لـدانية         | البيانات المناخية لـدانية | البيانات المناخية لـدانية | البيانات المناخية لـدانية | البيانات المناخية لـدانية | البيانات المناخية لـدانية | البيانات المناخية لـدانية | البيانات المناخية لـدانية | البيانات المناخية لـدانية | البيانات المناخية لـدانية | البيانات المناخية لـدانية | البيانات المناخية لـدانية | البيانات المناخية لـدانية | البيانات المناخية لـدانية |
| الشهر                             | يناير                     | فبراير                    | مارس                      | أبريل                     | مايو                      | يونيو                     | يوليو                     | أغسطس                     | سبتمبر                    | أكتوبر                    | نوفمبر                    | ديسمبر                    | المعدل السنوي             |
| --------------------------------- | ------------------------- | ------------------------- | ------------------------- | ------------------------- | ------------------------- | ------------------------- | ------------------------- | ------------------------- | ------------------------- | ------------------------- | ------------------------- | ------------------------- | ------------------------- |
| الدرجة القصوى °م (°ف)             | 26 (79)                   | 29 (84)                   | 31 (88)                   | 35 (95)                   | 41 (106)                  | 39 (102)                  | 41 (106)                  | 42 (108)                  | 39 (102)                  | 36 (97)                   | 31 (88)                   | 26 (79)                   | 42 (108)                  |
| متوسط درجة الحرارة الكبرى °م (°ف) | 17.2 (63.0)               | 18.0 (64.4)               | 19.5 (67.1)               | 21.6 (70.9)               | 24.6 (76.3)               | 27.9 (82.2)               | 31.2 (88.2)               | 31.6 (88.9)               | 28.9 (84.0)               | 25.0 (77.0)               | 20.7 (69.3)               | 18.3 (64.9)               | 23.7 (74.7)               |
| المتوسط اليومي °م (°ف)            | 12.3 (54.1)               | 13.1 (55.6)               | 14.4 (57.9)               | 16.3 (61.3)               | 19.4 (66.9)               | 23.0 (73.4)               | 26.3 (79.3)               | 26.8 (80.2)               | 24.3 (75.7)               | 20.3 (68.5)               | 15.9 (60.6)               | 13.3 (55.9)               | 18.8 (65.8)               |
| متوسط درجة الحرارة الصغرى °م (°ف) | 7.4 (45.3)                | 8.2 (46.8)                | 9.3 (48.7)                | 11.2 (52.2)               | 14.2 (57.6)               | 18.1 (64.6)               | 21.4 (70.5)               | 22.0 (71.6)               | 19.7 (67.5)               | 15.6 (60.1)               | 11.1 (52.0)               | 8.3 (46.9)                | 13.9 (57.0)               |
| أدنى درجة حرارة °م (°ف)           | −1 (30)                   | 0 (32)                    | 1 (34)                    | 4 (39)                    | 7 (45)                    | 12 (54)                   | 15 (59)                   | 16 (61)                   | 13 (55)                   | 8 (46)                    | 2 (36)                    | 1 (34)                    | −1 (30)                   |
| الهطول مم (إنش)                   | 37 (1.5)                  | 46 (1.8)                  | 58 (2.3)                  | 53 (2.1)                  | 35 (1.4)                  | 24 (0.9)                  | 7 (0.3)                   | 18 (0.7)                  | 66 (2.6)                  | 87 (3.4)                  | 73 (2.9)                  | 51 (2.0)                  | 555 (21.9)                |
| ساعات سطوع الشمس الشهرية          | 185                       | 191                       | 228                       | 249                       | 294                       | 322                       | 353                       | 318                       | 266                       | 225                       | 192                       | 178                       | 3٬001                     |
| المصدر #1:                        |                           |                           |                           |                           |                           |                           |                           |                           |                           |                           |                           |                           |                           |
| المصدر #2:                        |                           |                           |                           |                           |                           |                           |                           |                           |                           |                           |                           |                           |                           |

## توأمة
لدانية (إسبانيا) اتفاقيات توأمة مع كل من:
- Reinickendorf [الإنجليزية]‏
- شوليه

## أعلام
- أبو الصلت
- مجاهد العامري
- أبو بكر بن اللبانة
- ابن دحية الكلبي
- أوسكار سانشيز
- أبو عمرو الداني

## وصلات خارجية
- (بالإسبانية)